# Tádzsikisztán elnökeinek listája
Ez a lista Tádzsikisztán államfőit mutatja be.

## Tádzsik Szovjet Szocialista Köztársaság(1929–1991)
- Gaibnazar Pallajev (1964–1990)

## Független Tádzsikisztán (1991-től)
| Név                | Kép | Hivatali ideje | Megjegyzés                          |
| ------------------ | --- | -------------- | ----------------------------------- |
| Rahmon Nabijev     |     | 1991–1992      | Tádzsikisztán első elnöke           |
| Akbarso Iszkandrov |     | 1992           | Hivatalosan nem ismerik el elnöknek |
| Emomali Rahmon     |     | 1992–          |                                     |